# ロマン・サンス
ロマン・サンス（Romain Sans 、1999年3月19日 - ）は、フランス・フォワ出身のプロサッカー選手。LBシャトールー所属。ポジションは、ディフェンダー（レフトバック）。

## クラブ歴
2018年12月22日、1-0で勝利したホームのFCロリアン戦でプロデビューを果たした。
2021年6月17日、LBシャトールーに移籍した。